# Álvaro García Linera

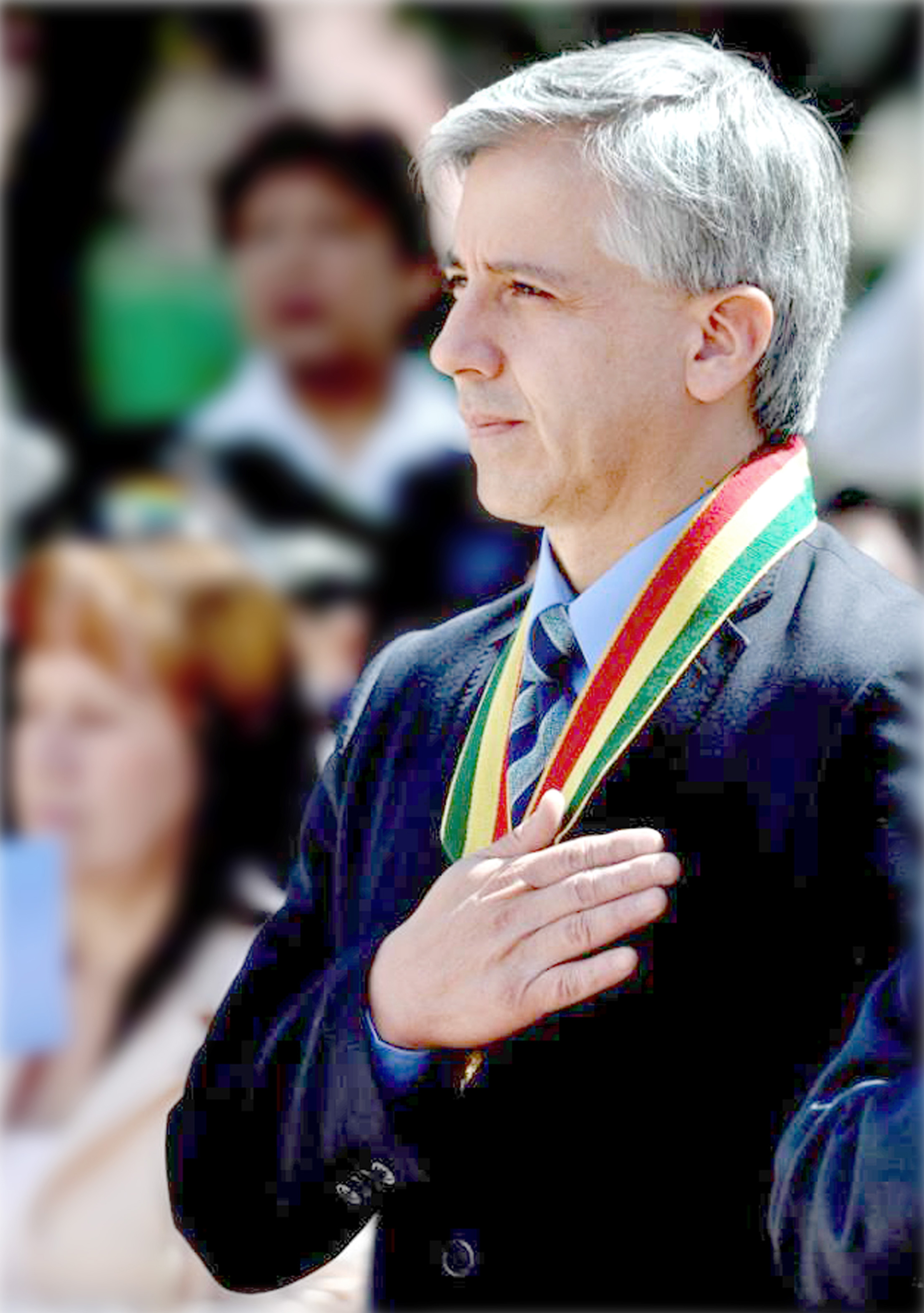
Álvaro García Linera, 2015

Álvaro Marcelo García Linera (* 19. Oktober 1962 in Cochabamba, Bolivien) ist ein bolivianischer Politiker und Soziologe. Er wurde 2005 an der Seite von Evo Morales zum Vizepräsidenten gewählt. Beide sind Mitglieder des Movimiento al Socialismo. 
Am 10. November 2019 trat García Linera im Nachgang der umstrittenen Präsidentschaftswahl in Bolivien 2019 gemeinsam mit Morales von seinem Amt zurück.

## Bildung und politischer Aufstieg
Er wurde in Cochabamba geboren und besuchte das Colegio San Agustín. Danach studierte er zwei Jahre an der Universidad Nacional Autónoma de México in Mexiko-Stadt Mathematik bis zum Vordiplom. 
Nach seiner Rückkehr nach Bolivien schloss sich den „Ayllus Rojos“ an, einer Gruppe von experimentellen, marxistisch inspirierten indigenen Gemeinden im Nordwesten Boliviens. Als dieser Versuch fehlschlug, entschied sich García Linera für einen radikaleren Ansatz. An der Seite von Felipe Quispe engagierte er sich in der Guerilla Ejército Guerrillero Túpac Katari (EGTK).
Gemeinsam mit anderen Mitgliedern des EGTK, unter anderem Felipe Quispe, wurde García Linera 1992 verhaftet. Ohne Prozess und Richterspruch verbrachte er fünf Jahre im Gefängnis. Die Zeit nutzte er, um zu lesen, Soziologie zu studieren und Bücher zu schreiben. Nachdem er aus dem Gefängnis entlassen worden war, begann er, als Dozent für Soziologie, Politikwissenschaften und Kommunikationswissenschaften an verschiedenen Universitäten Boliviens zu arbeiten. Er ist Mitbegründer der Gruppe Comuna, die mit ihren Schriften die Entwicklung der sozialen Bewegungen Boliviens begleitet hat.

## Vizepräsident
Seit 2006 bekleidete García Linera das Amt des bolivianischen Vizepräsidenten in der Regierung Morales. Damit diente er mit Abstand am längsten in diesem Amt, ein Titel der ihm im Rahmen der Verfassung von 2009 auch nicht mehr genommen werden kann. Mit seinem Hintergrund als Intellektueller bildete er den komplementären Gegenpart zum charismatischen Präsidenten. Als ideologischer Stratege, Vorsitzender der Legislative und Staatspräsident bei Auslandsreisen von Morales verfügte er über eine große Machtfülle und war während seiner Amtszeit verantwortlich für viele strukturelle Entwicklungen in Bolivien. Er hat aktiv bei der Gestaltung diverser Sozialprogramme, der Alphabetisierungskampagne und der Verstaatlichung strategischer Wirtschaftssektoren mitgewirkt. Hierzu gehört auch sein Einsatz für leistungsfähige Staatsunternehmen nach dem Grundsatz, dass diese nur gegründet werden, wenn sie langfristig Gewinne für den Staat abwerfen, da ansonsten das System scheitern würde. Auch die Stärkung der bolivianischen Identität bei gleichzeitiger Zurückdrängung "imperialer" (vor allem USA, Spanien) und "transnationaler" (westliche Industriekonzerne) Einflüsse ist ihm ein wichtiges Anliegen, das er mit selbst verfassten Schriften theoretisch unterlegt. Der umfassend gebildete und vielseitig interessierte Politiker ruft bei Besuchen der bolivianischen Provinzen regelmäßig die Jugend dazu auf, mehr zu lesen und verweist gerne darauf, dass europäische Studenten stets ein Buch griffbereit hätten, um es beispielsweise im Bus aufzuschlagen. Mit Leidenschaft sucht er außerdem die argumentative Konfrontation mit oppositionellen Kräften, wodurch er im Gegenzug zum Hauptziel von häufig auch unfairen Attacken gegen Regierungsvertreter aus deren Reihen geworden ist. Dabei prangert er vor allem frühere Privatisierungen der so genannten Neoliberalen an.
García Linera trat am 10. November 2019 nach mehr als 13 Jahren im Amt gemeinsam mit Präsident Evo Morales von seinem Posten zurück. Dem Rücktritt vorausgegangen waren anhaltende Proteste gegen das Ergebnis der Präsidentschaftswahl in Bolivien 2019.

## Publikationen
- Publikationen bis 2015
- Sociología de los Movimientos Sociales en Bolivia. La Paz: Plural, 2005.
- Indianismo and Marxism: The mismatch of two revolutionary rationales, Links, 2005
- Neo-liberalism and the New Socialism – Speech by Alvaro Garcia Linera (Memento vom 4. August 2009 im Internet Archive), Political Affairs, Januar–Februar 2007
- Catastrophic equilibrium and point of bifurcation, Bolivia Rising, Mai 2008
- Álvaro García Linera: Vom Rand ins Zentrum – Die Neugestaltung von Staat und Gesellschaft in Bolivien. 1. Auflage. Rotpunktverlag, Zürich 2012, ISBN 978-3-85869-445-4.